# Sonhos, Planos, Fantasias
Sonhos, Planos, Fantasias é o oitavo álbum de estúdio da dupla sertaneja Bruno & Marrone, lançado em 2002 pela Abril Music.
Desde que foram contratados pela BMG, após a falência da Abril Music, Bruno & Marrone não pararam de vender discos. A multinacional, então, relançou o último disco da dupla adicionando uma faixa, "Ligação Urbana", que tomou de assalto as rádios de todo o país, tornando-se uma das músicas mais executadas de 2003, e com isso, foi incluída no disco quando ele foi relançado. O hit "Ligação Urbana" vendeu sozinho cerca de 250 mil cópias. Recebeu o disco de ouro da ABPD.

## Lista de faixas
| N.º            | Título                               | Compositor(es)                                           | Duração |  |
| 1.             | "Credo em Cruz Ave-Maria"            | Bruno / Felipe                                           | 3ː02    |  |
| 2.             | "Agora Vai"                          | Bruno / Felipe                                           | 4ː09    |  |
| 3.             | "Anjo de Amor (Angel de Amor)"       | C. Sorokin / P. Duchovny (versãoː Bruno / Felipe)        | 3ː28    |  |
| 4.             | "Eu Queria (Io Vorrei)"              | Salvatore Cutugno / S. Giacobbe (versãoː Bruno / Felipe) | 3ː56    |  |
| 5.             | "Então Pode Ir"                      | Fátima Leão / Vinicius                                   | 3ː47    |  |
| 6.             | "Se Tiver Coragem Joga Fora"         | Bruno / Felipe                                           | 4ː32    |  |
| 7.             | "Tá Liberado"                        | Lucas / Luan                                             | 2ː38    |  |
| 8.             | "Menina (Querida)"                   | A. J. Gabriel (versãoː César Augusto)                    | 3ː36    |  |
| 9.             | "Raio de Luar"                       | Bruno / Felipe                                           | 4ː01    |  |
| 10.            | "Cama Vazia"                         | Waldir Luz / Neldon Farias                               | 3ː39    |  |
| 11.            | "Remar Contra a Maré"                | Elias Muniz / Peninha                                    | 4ː13    |  |
| 12.            | "Telefone Mudo"                      | Franco / Peão Carreiro                                   | 3ː17    |  |
| 13.            | "Noite Sem Sono (Noche de Ronda)"    | Maria Teresa Lara (versãoː Cláudio Rabello)              | 4ː10    |  |
| 14.            | "Metade da Metade" (part. Ana Paula) | Renato Castelo / Pingo                                   | 3ː42    |  |
| 15.            | "Ligação Urbana (edição 2003)"       | Jailton / Paschoal                                       | 3ː29    |  |
| Duração total: | Duração total:                       | Duração total:                                           | 55ː00   |  |

## Certificações
| Brasil (ABPD)                             | Ouro | 2003 | 100.000* |
| *número de vendas baseado na certificação |      |      |          |